# John Agyekum Kufuor
John Kofi Agyekum Kufuor (* 8. prosince 1938) byl prezidentem Ghany od 7. ledna 2001 do 7. ledna 2009. Kandidoval ve volbách v roce 2000 a zvítězil nad Jerrym Rawlingsem, který Kufuora porazil v předchozích volbách v roce 1996. Oba Kufuorovi rodiče pocházejí ze slavných rodin, jejichž členové zahrnují náčelníky a politiky.
Kufuor nastoupil do svého nynějšího úřadu s bohatými zkušenostmi z veřejných služeb. V roce 1967 byl jmenován hlavním soudním úředníkem a tajemníkem v Kumasi, druhém největším městě Ghany. V letech 1968 až 1969, a poté v roce 1979, byl členem ústavodárných shromáždění, která dala vzniknout ústavám druhé a třetí ghanské republiky. Navíc byl zakládajícím členem Strany pokroku (1969), Strany lidové fronty (1979) současné Nové vlastenecké strany (NPP). Dvakrát byl zvolen jak poslancem parlamentu a to za druhé a třetí republiky. Byl rovněž dvakrát zadržen v období vojenských převratů, které ukončily druhou a posléze třetí republiku.
Kufuor byl rovněž náměstkem ministra zahraničí a v této funkci při několika příležitostech zastupoval Ghanu. V letech 1969 až 1971 vedl Ghanskou delegaci při Valném shromáždění OSN v New Yorku, zasedání ministrů organizace africké jednoty (OAU) v Addis Abebě, a vrcholné schůzi Hnutí nezúčastněných zemí v Lusace. V roce 1970 zastupoval Ghanu při rozhovorech o státním dluhu v Moskvě, Praze a Bělehradě.
V lednu 1982 byl vyzván vedením Všelidové strany (APP) – sdružením všech opozičních stran – aby přijal nabídku Prozatímní rady národní obrany (PNDC) a stal se členem národní vlády. Nabídku přijal a postavil se do čela rezortu místní samosprávy. Jeho tehdejší opatření se později stala základem nynější decentralizované sítě místní samosprávy. Pro porušování lidských práv ze strany PNDC ze své funkce po několika měsících odstoupil.
V roce 1996 jej NPP vybrala za svého kandidáta do prezidentských voleb. V nich sice podlehl J. Rawlingsovi, svou pozici uvnitř strany však upevnil, takže jeho kandidaturu strana v roce 1998 potvrdila a zároveň jej zvolila svým novým předsedou. Následující prezidentské volby v roce 2000 vyhrál nad Rawlingsovým kandidátem Johnem Atta-Millsem v druhém kole s 50,45 % hlasů. V roce 2004 svůj post obhájil, v roce 2008 již podle ústavy nemohl kandidovat.

## Vyznamenání
- velkokříž s řetězem Řádu zásluh o Italskou republiku – Itálie, 11. října 2006[1]
- velkokříž speciální třídy Záslužného řádu Spolkové republiky Německo – Německo, 2008
- velkostuha Řádu liberijských průkopníků – Libérie, 2008[2]
- čestný rytíř komandér Řádu lázně – Spojené království[2]
- komtur Řádu Oranžsko-Nasavského – Nizozemsko
- velkokříž Řádu Jižního kříže – Brazílie